# LWS-89
LWS-89 (ros. ЛВС-89, także 71-89) – typ ośmioosiowego, trójczłonowego wagonu tramwajowego. Oznaczenie LWS pochodzi od słów Leningradskij Wagon Soczlenionyj (ros. Ленинградский Вагон Сочленёный, pol. Leningradzki Tramwaj Przegubowy). Prototypowy egzemplarz został wyprodukowany w petersburskich zakładach ZRGET (Leningradskij zawod po riemontu gorodskogo elektrotransporta) w 1989 roku.

## Konstrukcja
LWS-89 to trójczłonowa odmianą tramwaju LWS-86. Jest to szerokotorowy (1524 mm), wysokopodłogowy, przegubowy wagon o konstrukcji metalowej. Nadwozie składa się z trzech części połączonych przegubami. Pierwszy oraz trzeci człon tramwaju opierają się na jednym dwuosiowym wózku, natomiast człon środkowy zamontowany jest pomiędzy dwoma przegubami podpartymi wózkami. Do wnętrza prowadzi pięcioro dwuczęściowych drzwi harmonijkowych.

## Dostawy
W 1989 r. wyprodukowano 1 tramwaj typu LWS-86.
| Państwo        | Miasto         | Typ            | Lata produkcji | Liczba |       |
| -------------- | -------------- | -------------- | -------------- | ------ | ----- |
| ZSRR           | Leningrad      | 71-89          | 1989           | 1      | [ 2 ] |
| Łączna liczba: | Łączna liczba: | Łączna liczba: | Łączna liczba: | 1      |       |

W 2006 r. tramwaj LWS-89 wycofano z ruchu linowego i przeniesiono do muzeum miejskiego transportu elektrycznego.